# Jean-Philippe Bramanti
Jean-Philippe Bramanti est un dessinateur de bande dessinée français né en 1971. 
Il est le frère du dessinateur Olivier Bramanti.

## Biographie
Jean-Philippe Bramanti a suivi les Beaux-Arts de Marseille puis l'École européenne supérieure de l'image à Angoulême, où il rencontre le scénariste Thierry Smolderen. Les deux artistes, qui admirent l'œuvre de Winsor McCay (créateur de Little Nemo), entament une collaboration pour une biographie romancée publiée chez Delcourt ; la série, prévue en six tomes à l'origine, ou cinq selon Le Temps, en compte finalement quatre. Le premier volume, La Balançoire hantée, reçoit le Prix canard de la presse lors du festival de Sierre en 2000. La série est accueillie favorablement dans 24 heures, sur Actua BD et BD Gest. Toujours sur Winsor McCay et pour Les Impressions Nouvelles, Bramanti participe à l'album collectif Little Nemo 1905-2005, un siècle de rêves, publié en 2005. Bramanti participe à d'autres ouvrages collectifs : Innuat (2000, Paquet) puis, en 2006, le premier volume du diptyque Paroles de Poilus (Soleil Productions / France Inter). Il fait partie des auteurs de Bob Dylan revisited (2008, Delcourt) et de l'album érotique Duo (2009, Audie, coll. Fluide Glamour).

## Publications
- McCay, scenario Thierry Smolderen, Delcourt

1. La balançoire hantée, 2000  (ISBN 2-84055-318-X)[8]
2. Les cœurs retournés, 2002  (ISBN 2-84055-537-9)
3. Le gardien de l'aube, 2003  (ISBN 2-84055-851-3)
4. La quatrième dimension, 2006  (ISBN 2-84055-854-8)
5. Intégrale : McCay, 2017,  (ISBN 978-2-7560-8539-5)